# An Nuqat al Khams
32°35′41″N 11°53′41″Ø / 32.59472°N 11.89472°Ø
An Nuqat al Khams (arabisk: النقاط الخمس) er en kommune i Libyen. An Nuqat al Khams er beliggende nordvest i landet, og dens hovedby er Zuwarah. Kommunen har 19.000 indbyggere.
An Nuqat al Khams grænser mod, foruden tre andre libyske kommuner, Middelhavet og Tunesien.